# هاري إل. واتسون
هاري إل. واتسون (بالإنجليزية: Harry L. Watson)‏ هو مؤرخ أمريكي، ولد في 1949.